# Aegopis septentrionalis
Aegopis septentrionalis is een slakkensoort uit de familie van de Zonitidae. De wetenschappelijke naam van de soort is voor het eerst geldig gepubliceerd in 1899 door Kobelt.